# Mount Stierer
Mount Stierer är ett berg i Antarktis. Det ligger i Östantarktis. Nya Zeeland gör anspråk på området. Toppen på Mount Stierer är 1 080 meter över havet, eller 183 meter över den omgivande terrängen. Bredden vid basen är 1,7 km.
Terrängen runt Mount Stierer är huvudsakligen kuperad, men åt nordost är den platt. Trakten är obefolkad. Det finns inga samhällen i närheten.